# Thorophos
Thorophos és un gènere de peixos pertanyent a la família dels esternoptíquids.

## Taxonomia
- Thorophos euryops (Bruun, 1931)[2]
- Thorophos nexilis (Myers, 1932)[3][4][5][6][7][8]